# سیارک ۹۸۱۱
سیارک ۹۸۱۱ (به انگلیسی: 9811 Cavadore، نامگذاری:1998ST) نه هزار و هشتصد و یازدهمین سیارک کشف شده‌است که در ۱۶ سپتامبر ۱۹۹۸ کشف شد.
قدر مطلق سیارک برابر ۱۵٫۸۰ است.